# زوشی‌پلی

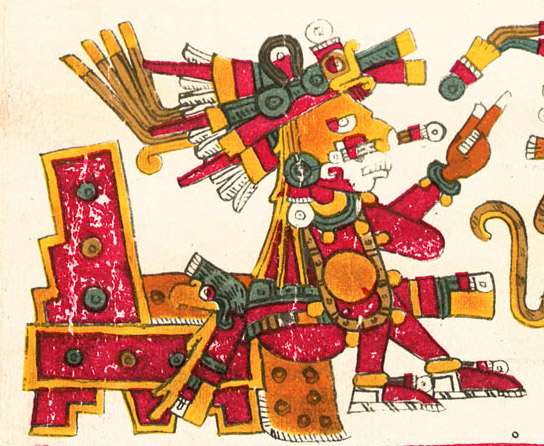
زوشی‌پلی

زوشی‌پلی (Xōchipilli) در اساطیر آزتک عنوان ایزد هنر، بازی، رقص و آواز بود. نام او در زبان ناهواتل ترکیبی از زوشی (به معنی گل) و پلی (تصغیر پرنس یا کودک) است و از این رو معنای نام او به تعبیری شاهزادهٔ گل می‌باشد. زوشی‌پلی همچنین به عنوان حامی خط و نقاشی گاهی با عنوان چیکومه‌زوشی هم نامیده می‌گردید.